# ナジフェ・ギュラン
ナジフェ・ギュラン (Nazife Aral-Güran, 1921年9月5日 - 1993年12月20日) は、トルコの作曲家である。

## 生涯
1921年9月5日、トルコの外交官の娘としてウィーンに生まれる。幼少期はレスボス島、ギュムリ、ベルリン、アレクサンドリアなどで過ごした。母から音楽の手ほどきを受けたのち、イスタンブルとベルリンにて音楽を学び、ベルリンでは作曲をパウル・ホーファーに、ピアノをルドルフ・シュミットに師事した。
1938年から1941年までベルリンで過ごすも、第二次世界大戦の影響でアンカラへと移り、結婚後はディヤルバクルに移った。ディヤルバクルではフィルハーモニック教会を組織して多くの演奏会を開催したほか、小学生向けの音楽レクチャーを行ったり、児童合唱団を立ち上げたりした。1993年12月20日にイスタンブルにて死去。
Münir Nurettin Beken はギュランについて「トルコ共和国における女性の西洋音楽作曲家の最初の世代に属する」と指摘している。また、Nejla Melike Atalay は、オスマン帝国からトルコ共和国への移行に伴い生じた「共和国の女性は家事をして夫を支えるべき」というイデオロギーが、ギュランの生活にも影響を与えており、ギャランはしばしば「家事のせいで作曲の時間が取れない」と日記に記したと指摘している。

## 作品
ギュランの作品は主に、歌曲、子ども向けの音楽、ピアノ曲、付随音楽、行進曲からなる。ギュランの作品は、イスタンブル国立交響楽団をはじめとするイスタンブルの音楽団体によって演奏された。